# 2200 Пасадена
2200 Пасадена (2200 Pasadena) — астероїд головного поясу, відкритий 24 вересня 1960 року.
Тіссеранів параметр щодо Юпітера — 3,504.
Астероїд названий на честь міста Пасадена.